# Антирефлуксна хирургија
Антирефлуксна хирургија ј(АРХ) је област хирургије чији су основни принцип доживотно спречавање појаве рефлуксних симптома, изазваних гастроезофагеалном рефлуксном болести (ГЕРБ) у којој се храна или желудачна киселина враћају из желудца у једњак (цев која се пружа од  уста до желуца).
У пракси се АРХ често сматра последњим средством у терапији пацијенте који не реагују на инхибиторе протонске пумпе (ИПП). Бројне студије из области антирефлуксне хирургије показују да јсу ове операција еквивалентна или боља од других медицинских третмана за контролу типичних и атипичних симптома ГЕРБ-а, и исплативији од терапије ИПП због укупног смањених трошкова набавке лекова.
Кандидати за АРХ се бирају на основу ендоскопских налаза, времена излагања једњака дејству киселине и одзива на терапију ИПП. Иако постоје ограничени докази, примена АРХ се може проширити и на пацијенте са нормалном изложеношћу киселини, као што су они са преосетљивошћу на рефлукс желудчног садржаја.
Као је познато да и фактори као што су старост, индекс телесне масе и коморбидитети утичу на исход АРХ ове факторе треба узети у обзир пре примене метода АРХ.

## Опште информације
Гастроезофагеални рефлукс се често јавља ако се мишићи на месту где се једњак сусреће са желуцем не стежу довољно чврсто. Хијатална кила (која настаје  када се желудац избочи кроз овај отвор у грудима) може погоршати симптоме ГЕРБ-а. Симптоми гастроезофагеалног рефлукса или жгаравице су пецкање у желуцу које пацијент можете осетити и у грлу и грудима, подригивање, појава мехурићи гаса ипроблеми са гутањем хране или течности.
Најчешћи поступак који се примењује у антирефлуксној хирургији да  би се кориговао гастроезофагеални рефлукс назива се фундопликација. У овој операцији,  хирург ће:
- Прво поправите хијаталну килу, ако је присутна. Ово укључује затезање отвора на дијафрагми шавовима како би се спречио да се желудац избочи кроз отвор на мишићном зиду. Неки хирурзи постављају комад мреже у поправљено подручје како би га окачали и учинили сигурнијим.[5]
- Омотати горњи део сжелуца око краја једњака шавовима. Шавови стварају притисак на крају једњака, што помаже у спречавању изливања желудачне киселине и хране из желуца у једњак.

## Основни принципи АРХ
Да би се испунили сви неопходни принипи у антирефлуксној хирургији неопходно је да се антирефлуксна процедура у виду фундопликације изведу на технички савршен начин, од стране донро обучених хирурга у високо специјализованим центрима са великим искуством.
Све антирефлуксне хируршке процедуре морају базирати на следећим техничким факторима, који су од великог значаја за успех операције:
- правилном позиционирању једњака у трбушној дупљи (трбушни део једњака од 2 цм без тензије)

- корекцији хијатус херније (сужавањем отвора једњака на дијафрагми),

- појачавању основног притиска ДЕС-а коришћењем само фундуса за ту намену,

- очувању вагусних нерава и њихових грана.

## Методе АРХ
Најчешће коришћене метода у АРХ су:

### Отворена фундопликација
Код ове методе хирург ће направити један велики хируршки рез на трбуху и потом кроз тај отвор убацити цев у желудац да би се зид желуца одржао на месту. Ова цев ће бити извађена за око недељу дана.

### Лапароскопска фундопликација
Код ове методе хирург ће  направии 3 до 5 малих резова на трбуху, да би кроз један од отвора убацио танку цев са сићушном камером на крају, повезаном са видео монитором у операционој сали. Кроз друге отворе потом се убацују други хируршки инструменти којима се врши  фундопликација.

### Ендолуминална фундопликација
Ово је нова процедура која се може урадити без резања. Посебна камера на флексибилном алату (ендоскопу) се уводи у једњак доле кроз пацијентова уста. Користећи овај алат, хирург ће поставити мале копче на месту где се једњак сусреће са желуцем. Ови клипсеви помажу у спречавању да се храна или желудачна киселина враћају у једњак.

## Добре стране АРХ
Смернице америчког удружења гастроинтестиналних и ендоскопских хирурга (2021) препоручују да АРХ може бити кориснији од медицинског лечења код пацијената са хроничним или хроничним рефракторним ГЕРБ-ом, на основу четири пожељна хируршка исхода:
- мање времена са абнормалним пХ (пХ < 4),
- мања примена ИПП након интервенције,
- бољи краткорочни квалитет живота,
- боља дугорочна контрола симптома.

Смернице које су су разматрале три непожељна хируршка исхода, краткорочне компликације, симптоме изазване гасовима и надимања и неуспех лечења и установиле да су непожељни ефекти мали  у поређењу са пожељним ефектима.

## Компликације и неуспех АРХ
Мета-анализа  пацијената бнакон АРХ показала је појаву:
- дисфагије (у 27% случајева),

- немогућност подригивања (у 31% случајева),

- надимање гасовима (у 18% случајева)

- надутост (у 25% случајева),

током једногодишњег праћења пацијената након АРХ-а.
Стопе неуспеха и поновне операције АРХ су наводно биле до 30% и 5-8%, што је респективно.
Уобичајени узроци за поновну операцију укључују рекурентни рефлукс, дисфагију и параезофагеалну килу, који су обично секундарни после херније омотача или клизања. Најчешће анатомске абнормалности су клизање фундопликације, погрешна позиција омотача, миграција интраторакалног омотача и потпуни или делимични прекид омотача Иако су стопе успеха за ревизију АРХ биле ниже од оних за примарни АРХ, више од 80% пацијената је било задовољно резултатима реоперације.